# Annie Fremaux-Crouzet
Annie Fremaux-Crouzet fue una hispanista francesa especializada desde la Edad Media hasta el siglo XVI.

## Biografía
Annie Frémaux-Crouzet terminó su carrera universitaria como catedrática de literatura y civilización hispánicas en la Universidad de Sophia-Antipolis de Niza. Agregada de la Universidad.( Hizo sus estudios en Montpellier y en la Sorbona). Después de dirigir el Departamento de Estudios Ibero-americanos de Argel hasta 1968 con un equipo de hispanistas franceses fue destinada a Niza donde impartió clases de literatura y civilización sobre la época medieval y la época moderna en vista de la preparación a la licenciatura y a los concursos universitarios nacionales. Participó largos años en los tribunales de estos concursos.. A raíz de su docencia en Niza y de su investigación, llevada a cabo en Madrid y en San Lorenzo de El Escorial, publicó en francés y en español estudios de historia de las mentalidades que se organizan en torno a los conceptos de dominancia y anti-dominancia en el dominio sociopolítico y cultural.

## Publicaciones

### Época medieval y moderna
- Garcilaso de la Vega (1503-1536), pp.470-471, Encyclopedia Universalis.
- « Sobre la significación tridentina del monasterio de San Lorenzo de El Escorial», pp.117-136 en "Annales de la Faculté de Lettres en Sciences Humaines de Nice", n°23, Niza 1975.
- « Interprétation démoniaque du Libro de las Donas de Francisco Ximénez» pp. 49-68 e, "Annales de la Faculté des Lettres et Sciences Humaines de Nice", n°30, Niza 1978.
- « Pour un entraînement à la lecture, dans la didactique des langues dans l’enseignement supérieur», en Annales de la Faculté de Lettres et Sciences Humaines de Nice, n°36, Niza 1979.
- « De la hiérarchie des corps dans le Bas Moyen-Age hispanique, dans l’image du corps humain dans la littérature et l’histoire médiévales», pp. 1-28, en la revista Razo, "Cahiers du Centre d’Etudes Médiévales de Nice", n°2, Niza 1981
- « L’antiféminisme comme théologie du pouvoir chez Melchor Cano», en "Annales de la Faculté des Lettres et Sciences Humaines de Nice", n°23, pp. 139-186, Niza 1982
- « Franciscanisme des villes et franciscanisme des champs dans l’Espagne du Bas Moyen-Age» en los "Mélanges" ofrecidos a Jean Gauthier Dalché, Annales de la Faculté des Lettres et Sciences Humaines de Nice, n° 46, Niza, pp. 53-65, 1983
- « Alegato en favor de las mujeres idiotas»: aspectos del franciscanismo feminista de Francisco de Torres en la glosa al « Conorte» de Juana de la Cruz., 1567-1568», en "Homenaje a José Antonio Maravall", Centro de Investigaciones Sociológicas, pp.99-116, Madrid 1986
- « Un visage de l’opposition sous Philippe II: le pacifisme utopique de fr. Luis de León dans la monarchie catholique de Philippe II et les espagnols», pp.101-126 Editions du Temps, Paris 1998.
- « Brève rencontre entre Nice et Falla», Revue Langues Néolatines, 1999
- « Jésus chassant les marchands du temple. Une série iconographique au temps de la Contre-Réforme», Revue Amadis 2000.
- La chevalerie dans la Couronne de castille du XIè au XVIe siècle, pp. 5-191, Ellipses, Paris 2001
- « La conciliación de contrarios en la espiritualidad de fray Luis de León», Cahiers du CRIAR, Rouen, pp. 115-134, Rouen 2002.
- « Mujeres e Inquisición: Beatriz de Vivero 1518-1559» en "L’inquisition espagnole et la construction de la monarchie confessionnelle" 1478-1561, pp. 236-270, Editions du Temps, Nantes 2002.
- « La propaganda neo-goticista y el espíritu de cruzada en el poema de Fernan González Goticismo y espíritu de cruzada» pp.117-129, en "Expliquer la civilisation hispanique, Méthodes, textes et documents", ed. C. Le Bigot, Rennes 2003
- « La España imperial: Tensiones, disidencias y rupturas», pp.177-204, en "L’empire espagnol de Charles Quint (1516-1556)", Ellipses, Paris 2004.
- « El debate de Elena y María: l’art du contrepoint dans la satire sociale castellano-léonnaise du XIIIème siècle», en "Le dialogue ou les enjeux d’un choix d’écriture (pays de langues romanes)", Actes du Colloque international de 2003, pp.99-111, Rennes 2006
- « Ortodoxia y biblismo plurilingüe en fray José de Sigüenza», Homenaje al P. Fray José de Sigüenza, La Ciudad de Dios, vol.CCIX, n°1, pp.113-139, Real Monasterio de El Escorial 2006.
- « Humanismo cristiano y hebraísmo en la España del siglo XVI», pp.291-308, en "Hommage à Francis Cerdan", ed. Françise Cazal, Toulouse 2007
- « Humanisme chrétien et hébraisme dans l’Espagne du XVIème siècle», Niza 2008
- Epílogo a « La razón humilde en María de Zambrano», 2009, San Lorenzo del Escorial
- Compte rendu dans Criticon, Université de Toulouse (2009), de « Poesía y contemplación, las divinas nupcias de Arias Montano, editado por Luis Gómez Canseco, Universidad de Huelva.
- Concierto del alma. Càbala y utopía en fray Luis de Léon. Cuadernos de Exilios, Universidad Autònoma de Madrid, Departamento de Antropologìa social y de pensamiento filosófico español, 504p. San Lorenzo de El Escorial, 2010. (version revisada, cerregida y aumentada de la thesis: "El cabalismo cristiano de Fray Luis de León o la voz perdida de un pacifista en tiempos de Contrarreforma", Montpellier 1991)

### Sin publicar
- Bataillon Marcel (1895-1977)
- El ordenamiento de Valladolid, 1412.El avance del antisémitismo bajo los Trastámaras
- La guerra medieval: el protagonismo de Pero Niño en el Victorial
- La España imperial: Tensiones, disidencias y rupturas,(version traduite et augmentée).

- Datos: Q2851655